# Chipaque
Chipaque est une municipalité située dans le département de Cundinamarca, en Colombie.
Elle se trouve sur le paramo de Cruz Verde.